# William Levy
William Gutiérrez Levy (n. pe 29 august 1980 în Cojímar, Havana, Cuba) este un actor cubanez. Părinții săi sunt cubanezi, Carlos Gutiérrez și Barbara Levy.

## Biografie
S-a născut în Cojímar la 7 km de Havana, capitala Cubei, loc în care și-a petrecut copilăria, așadar cu două luni înainte de a împlini 15 ani părăsește Cuba împreună cu mama sa (însărcinată la acea vreme cu fratele său Jonathan), sora sa Barbara și tatăl vitreg. A avut șansa să plece în mod legal din țară, tatăl său vitreg fiind deținut politic a fost repartizat în S.U.A. având dreptul să-și ia familia cu el. Tatăl său biologic nu s-a îngrijit de el, încă de când era mic. Cât timp a stat în Cuba se vedeau de maxim două ori pe an. A făcut baseball de performanță și așa a primit bursă pentru a merge la facultate, studiind 2 ani de "Administrare de afaceri", însă a renunțat pentru că nu avea bani să își plătească al treilea an de studiu. Și-a început cariera în modeling prin agenția Next Modeling din Miami Beach. În 2003, datorită reality-show-ului "Protagonistas de novela II", a cunoscut-o pe mama copiilor săi (Christopher Alexander născut pe 13 martie 2006 și Kaylie, născută pe 6 martie 2010), actrița mexicană Elizabeth Gutierrez. Cei doi actori și-au început carierele efectiv împreună. Când William a început să lucreze în Mexic, presa a început să facă speculații asupra relației celor doi, încât au avut loc nenumărate desparțiri și împăcări.

## Carieră
Și-a început cariera o dată cu reality-show-urile "Protagonistas de novela II", și "Isla de la tentación", realizate și difuzate în Miami, Florida. A studiat actorie în Los Angeles, Miami și Mexic. Înainte de a fi actor, a lucrat în lumea modelingu-lui, lucru care nu i-a plăcut în mod deosebit, văzându-l doar ca pe o poartă către actorie. Deși a fost fascinat de cinematecă și actorie încă de mic, credea că va ajunge să facă parte din echipa națională de baseball a Cubei, având în vedere că sportul mereu a făcut parte din viața sa. Însă n-a fost deloc așa, se pare că mai devreme sau mai târziu decât și-a dorit, norocul i-a surâs, iar în 2005 i s-a oferit primul rol într-o telenovelă realizată în Miami. „Olvidarte Jamás" este prima telenovelă în care William a apărut, interpretând personajul Gérman. Apoi în 2006 i s-a prezentat o a doua ofertă, telenovela „Mi vida eres tú”, realizată tot în Miami, iar personajul său era un tânăr cuceritor pe nume Fedérico. A studiat teatru pentru prima dată în anul 2005 cu piesa de teatru "La nene tiene tumbao", operă de teatru ce s-a desfășurat în San Juan, capitala Puerto Rico. Cariera sa cinematografică a început în anul 2008 cu pelicula "Retazos de vida", filmările având loc în Guayaquil, Ecuador. Poarta către Hollywood i s-a deschis în anul 2012, odată cu serialul Single Ladies și emisiunea la care a fost participant, și anume Dancing with the Stars.

## Filmografie
| Categorie/Gen | An        | Titlu                      | Personaj              | Țară/Oraș             |
| ------------- | --------- | -------------------------- | --------------------- | --------------------- |
| FILM          | 2014      | Term Life                  | Alejandro             | Atlanta               |
| FILM          | 2014      | Salsa                      |                       | S.U.A.                |
| FILM          | 2014      | A Change of Heart          | Carlos                | S.U.A. Miami          |
| FILM          | 2013      | The Veil                   | Warrior               | Oklahoma S.U.A.       |
| TELENOVELĂ    | 2013      | La Tempestad               | Damian Fabre          | Mexic Veracruz        |
| FILM          | 2012      | Single Mom's Club          | Manny                 | Atlanta S.U.A.        |
| FILM          | 2012      | Addicted                   | Quentin Matthews      | S.U.A.                |
| SERIAL        | 2012      | Single Ladies              | Antonio               | S.U.A.                |
| REALITY-SHOW  | 2012      | Dancing with the Stars     | Himself               | S.U.A. Los Angeles    |
| TEATRU        | 2012      | Perfume de Gardenia        |                       | Mexic                 |
| TELENOVELĂ    | 2011      | El Triunfo del Amor        | Maximiliano Sandoval  | Mexic                 |
| SERIAL        | 2010      | Mujeres Asesinas 3         | Conde Fonsi           | Mexic                 |
| TEATRU        | 2010      | Un amante perfecto         | Guillermo             | S.U.A.                |
| TEATRU        | 2009      | Un Amante a la medida      | Guillermo             | Mexic                 |
| FILM DUBLAJ   | 2009      | Planet 51                  | Căpitan Chuck Baker   | Mexic                 |
| TELENOVELĂ    | 2009      | Sortilegio                 | Alejandro Lombardo    | Mexic, Merída Yucatán |
| TELENOVELĂ    | 2008-2009 | Cuidado con el angel       | Juan Miguel San Roman | Mexic                 |
| FILM          | 2008      | Retazos de Vida            | Thiago                | Guayaquil Ecuador     |
| TELENOVELĂ    | 2007      | Pasión                     | Vasco Darién          | Mexic                 |
| TELENOVELĂ    | 2006-2007 | Acorralada                 | Larry Irrazabal       | Miami                 |
| TELENOVELĂ    | 2006      | Mi vida eres tú            | Federico              | Miami                 |
| TELENOVELĂ    | 2005      | Olvidarte Jamás            | Germán                | Miami                 |
| TEATRU        | 2005      | La nena tiene tumbao       |                       | Puerto Rico           |
| REALITY-SHOW  | 2003      | Protagonistas de novela II | Himself               | Miami                 |
| REALITY-SHOW  | 2002      | Isla de la tentación       | Himself               | Miami                 |

Premii
- 2011 - Premiul Casandra - Revelația internațională a anului
- 2010 - Premiul Bravo pentru cel mai bun protagonist
- 2010 - Premiile Tv y Novelas Mexic - Cel mai bun actor (nominalizat)
- 2009 - Premiul Juventud
- 2008 - Premiul Bravo pentru actor - Revelația anului